# CNSNews.com
CNSNews.com（シーエヌエスニュースドットコム）は、L・ブレント・ボーゼル3世が開設し、バージニア州レストンの組織メディア・リサーチ・センターが所有している、アメリカ合衆国の保守系ニュースサイト。